# Tratado de Rapallo (1922)
El Tratado de Rapallo fue un tratado de cooperación entre la RSFS de Rusia y la Alemania de Weimar, firmado en la localidad italiana de Rapallo respectivamente por Gueorgui Chicherin, ministro de Relaciones Exteriores de la Unión Soviética, Walther Rathenau, ministro alemán de Relaciones Exteriores y Joseph Wirth, canciller alemán, el 16 de abril de 1922.

## Contexto histórico
Tras la consolidación de la República de Weimar era evidente que el Gobierno alemán ansiaba establecer relaciones económicas con algún país de Europa también marginado por los vencedores de la Primera Guerra Mundial y la aún joven Rusia Soviética parecía la opción más viable, aun cuando los líderes políticos de la República de Weimar habían aplastado violentamente todo intento del Partido Comunista de Alemania para tomar el poder. 
Al mismo tiempo, los dirigentes soviéticos estaban deseosos de establecer relaciones económicas y diplomáticas con otros países de Europa, pero la intervención franco-británica de la guerra civil rusa había generado mucha desconfianza mutua entre los vencedores de la Primera Guerra Mundial y el Gobierno comunista. 
Otras potencias económicas, Japón y los Estados Unidos, tampoco eran fácilmente aceptables para romper el aislamiento pues no solo también habían participado en la intervención extranjera en Rusia sino que Japón aún era un rival político y económico de la RSFS de Rusia en Siberia, mientras que EE. UU. estaba geográficamente muy distante de los principales centros de industria y población soviéticas. Ante ello, la derrotada Alemania era el candidato más idóneo para iniciar la ruptura del aislamiento soviético.

## Firma del Tratado
Cuando las potencias vencedoras del Tratado de Versalles determinaron establecer el nuevo esquema económico y monetario de Europa tras la Gran Guerra, aprovecharon también para plantear sus relaciones internacionales con la Rusia bolchevique, ya consolidada tras su total victoria en la guerra civil rusa, y efectuar sus reclamos por las deudas del Imperio ruso no reconocidas por el nuevo régimen comunista, así como por los daños sufridos por empresas extranjeras durante las nacionalizaciones ejecutadas por el Gobierno soviético.
Para esto se realizó la Conferencia de Génova del 10 de abril al 22 de mayo de 1922 en la ciudad italiana de Génova, donde los diplomáticos de la RSFS de Rusia y de Alemania realizaron algunos acercamientos en los meses previos para romper su mutuo aislamiento. Cuando se reunieron en Génova, los delegados soviéticos y alemanes que quedaban fuera de las negociaciones entre los vencedores de la Primera Guerra Mundial decidieron acudir al cercano balneario de Rapallo para terminar de acordar los puntos del tratado por el cual normalizaban sus relaciones.

## Contenido del Tratado
Por el tratado, ambos países reanudaron relaciones diplomáticas, renunciaron mutuamente a toda reparación de guerra, renunciaron a las reclamaciones mutuas sobre derechos de sus ciudadanos domiciliados en sus respectivos países y se comprometieron a desarrollar la cooperación económica bilateral, atendiendo a sus necesidades especiales. Alemania renunció también a reclamar los créditos concedidos en el pasado a Rusia, a cambio de obtener en la práctica el monopolio de la transferencia tecnológica para el aprovechamiento para la industria soviética. La gran importancia del Tratado de Rapallo fue que puso fin al aislamiento que soportaban ambos países después del Tratado de Versalles y constituyó un serio fracaso diplomático para Francia y Reino Unido, que deseaban mantener las relaciones con la Rusia soviética en el nivel más bajo posible, pero que en simultáneo ansiaban evitar que la República de Weimar realizara alianzas internacionales.
Una cláusula secreta permitió a Alemania entrenar a sus tropas en el territorio soviético y construir en Rusia las armas prohibidas por el Tratado de Versalles. De hecho, la Reichswehr alemana se hallaba limitada en la posesión de armas modernas como tanques y cañones de largo alcance, no podía poseer aviación de combate ni un número de efectivos mayor a los 100 000 hombres. No obstante, al quedar Rusia excluida de los acuerdos de Versalles, el Ejército Rojo se había desarrollado sin más limitaciones que las impuestas por su aislamiento tecnológico.
No obstante, el Tratado de Rapallo permitió al Gobierno alemán enviar misiones militares de la Reichswehr a la URSS y aprovechar así las prácticas del Ejército Rojo con tanques y aviación, llegando al extremo que la Reichswehr inclusive poseía un aeródromo de entrenamiento propio en la localidad soviética de Lípetsk. Por su parte, el Ejército Rojo se beneficiaba de los conocimientos tecnológicos alemanes, tanto de los desarrollados por los propios veteranos de la Reichswehr como de los obtenidos por Alemania en sus contactos con el resto de Europa, manteniéndose actualizado en cuanto a avances bélicos.
Henry Kissinger, en su obra Diplomacia (1994), declara:

Después de la primera semana de conferencia, a Alemania y a la Unión Soviética les preocupaba que se les enfrentara entre sí. Cuando uno de los ayudantes de Chicherin telefoneó a la delegación alemana (...) los alemanes no lo pensaron dos veces. (...) Ambos ministros de Exteriores no tardaron en redactar un acuerdo en que Alemania y la Unión Soviética establecían plenas relaciones diplomáticas, renunciaban a sus reclamaciones mutuas y se otorgaban, a la recíproca, la condición de nación más favorecida. (...) Al cabo de un año, Alemania y la Unión Soviética estaban negociando en secreto acuerdos de cooperación militar y económica. (...) el acuerdo de Rapallo (...) simbolizó un interés común que siguió acercando a los gobernantes soviéticos y alemanes durante el resto del período de entreguerras. (...) Lloyd George observaría, muchos años después: «Si Rapallo no hubiese existido, no habría habido Ruhr.» Pero también es cierto que si Gran Bretaña hubiese estado dispuesta a ofrecer garantías de seguridad a Francia, ésta no habría tomado una medida tan desesperada como ocupar la zona industrial de Alemania. Si Francia se hubiese mostrado más flexible en las cuestiones de las indemnizaciones y del desarme Gran Bretaña habría sido más accesible a la cuestión de la alianza... (...) Desde luego, la pesadilla máxima de Stalin era una coalición de todos los países capitalistas que atacaran simultáneamente a la Unión Soviética. En 1927, Stalin describió la estrategia soviética de igual manera que lo había hecho Lenin un decenio antes: «[...] mucho [...] depende de si logramos diferir la guerra inevitable con el mundo capitalista [...] hasta el momento [...] en que los capitalistas empiecen a luchar entre sí [...]» Para favorecer esta perspectiva, la Unión Soviética había firmado el acuerdo de Rapallo con Alemania en 1922 y el Tratado de Neutralidad de Berlín en 1926, que renovó en 1931, prometiendo explícitamente mantenerse al margen de una guerra capitalista.
Henry Kissinger, Diplomacia (1994)